# Ana Lúcia Menezes
Ana Lúcia Menezes (anhörenⓘ; * 1975 in Recife, Pernambuco, Brasilien; † 20. April 2021 in Rio de Janeiro, Brasilien), auch bekannt als Ana Lúcia Granjeiro, war eine brasilianische Synchronsprecherin und Schauspielerin.
Ana Lúcias Vater, Raimundo Grangeiro de Menezes, arbeitete als Mischer im Studio von Herbert Richers. Als Kindersprecherin kam sie 1988 zur Synchronisation.
Zu ihren bemerkenswerten Synchronrollen gehörten Sam Puckett in iCarly, Suzy Sheep in Peppa Pig, Laura in der mexikanischen Telenovela Carrusel, Rory Gilmore in Gilmore Girls, Ginny Weasley in den Harry-Potter-Filmen und Maite Perroni in verschiedenen Rollen.
Sie wurde dreimal für den Yamato Award nominiert: 2004 als beste Hauptdarstellerin für Chihiro Ogino für Spirited Away, Beste Nebendarstellerin 2005 für Koto in Yū Yū Hakusho und Beste Nebendarstellerin 2010 für Misa Amane in Death Note. Bei der letzten Nominierung gewann sie den Preis.
Ana Lúcia praktizierte auch Taekwondo und nahm an Turnieren der International Taekwon-Do Federation teil. Bei der Weltmeisterschaft 1997 gewann sie eine Bronzemedaille.
Menezes starb am 20. April 2021 in Rio de Janeiro an einem Schlaganfall. Laut Ärzten wurde der Schlaganfall durch eine zerebrale Thrombose verursacht, die nach Ansicht der Ärzte möglicherweise durch eine erneute Infektion mit COVID-19 verursacht wurde, die sie Ende 2020 gehabt hatte. Ihre Tochter ist die Synchronsprecherin Bia Menezes.